# فرانسيسكو ليزفالدو دانييل دوارتي
فرانسيسكو ليزفالدو دانييل دوارتي (16 نوفمبر 1990 في البرازيل - ) هو لاعب كرة قدم برازيلي في مركز الوسط. لعب مع أتلتيكو براغانتينو ونادي سكندربيو كورتشه ونادي تريزه وSousa Esporte Clube ‏ ونادي بوا إيسبورت.

## وصلات خارجية
- فرانسيسكو ليزفالدو دانييل دوارتي على موقع قاعدة بيانات كرة القدم.إي يو (الإنجليزية)
- فرانسيسكو ليزفالدو دانييل دوارتي على موقع Soccerway.com (الإنجليزية)
- فرانسيسكو ليزفالدو دانييل دوارتي على موقع AS.com (الإسبانية)